# Vlag van Lioessens

Vlag van Lioessens

De vlag van Lioessens is de dorpsvlag van het Nederlandse dorp Lioessens, in de Friese gemeente Noardeast-Fryslân. De vlag werd in 1988 geregistreerd.
De dorpsvlaggen van 28 dorpen in Dongeradeel werden op 28 januari 1988 goedgekeurd door de gemeenteraad van de vroegere gemeente Dongeradeel.

## Beschrijving
De beschrijving van de vlag is als volgt:
Wit met een blauwe vluchtschuinbaan van één derde vlaghoogte; in de broektop een groene klaver.
De kleuren zijn afkomstig van het dorpswapen.

## Symboliek

Schuinbaan: ontleend aan het wapen van Oostdongeradeel, de gemeente waar het dorp eertijds tot behoorde.
- Klaverblad: ontleend aan het wapen van de familie Gerroltsma die in het dorp een stins bewoonde.[4]